# Jon Dyson
Jonathan Paul Dyson (sinh ngày 18 tháng 12 năm 1971) là một cựu cầu thủ bóng đá người Anh thi đấu ở vị trí trung vệ.
Là một người tốt nghiệp Business Studies từ Đại học Huddersfield, Dyson hiện tại làm việc toàn thời gian với vị trí tư vấn tài chính độc lập ở Bradford.